# ديوي ساندرا
ديوي ساندرا (بالإندونيسية: Dewi Sandra)‏ هي عارضة ومغنية وممثلة إندونيسية، ولدت في 7 مايو 1967 في ريو دي جانيرو في البرازيل.

## وصلات خارجية
- الموقع الرسمي
- ديوي ساندرا على موقع IMDb (الإنجليزية)
- ديوي ساندرا على موقع ميوزك برينز (الإنجليزية)
- ديوي ساندرا على موقع ديسكوغز (الإنجليزية)
- ديوي ساندرا على موقع قاعدة بيانات الفيلم (الإنجليزية)